# 祝真理
祝 真理（いわい まり、1948年12月10日 - ）は、日本の女優である。本名は不明。芸名は岩井 まり、祝 マリ と表記されることもあった。横浜・山下公園の氷川丸のハワイアン歌手であったが、1966年（昭和41年）に女優に転身、成人映画界のスター女優となり、わずかの間に100本あまりの作品に出演した。木俣堯喬監督の『青春の悦楽』（1967年）、石井輝男監督の『徳川女系図』（1968年）、あるいは小川欽也監督の『欲情する思春期娘』（1971年）および『女子学生のフリーセックス』（1971年）等の出演で知られる。

## 人物・来歴

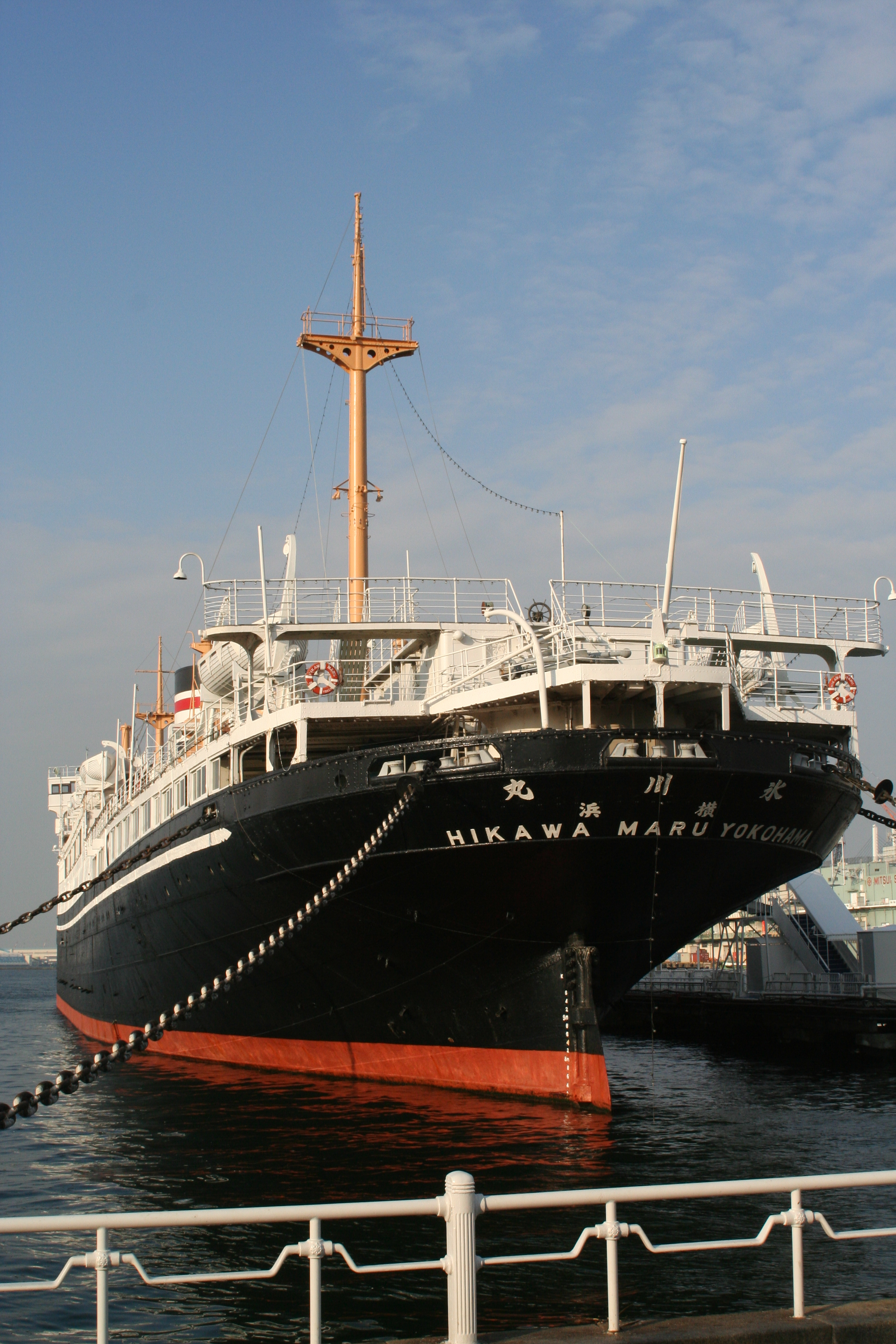
祝がデビュー前に舞台に上がっていた山下公園の氷川丸。

### 成人映画スターの時代
1948年（昭和23年）12月10日、神奈川県横浜市に生まれる。
1964年（昭和39年）3月に中学校を卒業後、八百屋の店員、バスガール、広告のモデル、と職を転々とした。その後、横浜市中区山下町の山下公園にある氷川丸でハワイアン音楽の歌手として舞台に上がっていたところ、スカウトされて女優になる。デビュー作は、1966年（昭和41年）10月に公開された新高恵子主演の成人映画『柔肌の掟』（監督松原次郎）、同作の公開当時、祝は満17歳であった。祝は『白日夢』（1964年）以降の1966年のデビューであり、『日本映画発達史』の田中純一郎は、同書のなかで黎明期の成人映画界のおもな出演者を挙げているが、祝についての言及はない。黎明期ではなく、『日本映画俳優全集・女優編』（キネマ旬報社）の祝の項にあるように「第二次ピンク映画隆盛期の売れっ子」であった。1967年（昭和42年）9月12日に公開された『性の放浪』（監督若松孝二）や同年10月13日に公開された『青春の悦楽』（監督木俣堯喬）等に出演し、「小悪魔的な現代っ子」を多く演じた。
独立系プロダクションの作品のほか、1968年（昭和43年）には、日本のメジャー映画会社初の成人指定映画といわれる石井輝男監督の東映ポルノ『徳川女系図』に出演して「おりき」を演じた。同作には祝のほか、辰巳典子、内田高子、谷ナオミ、火鳥こずえら、いわゆる独立系のピンク映画女優が多数出演しており、興行的に大成功を収めた。当時さかんであった映画館での実演にも、多く出演した。1969年（昭和44年）4月1日に発行された専門誌『成人映画』第39号（現代工房）では、表紙の女優に選ばれた。
『日本映画俳優全集・女優編』には、1971年（昭和46年）6月に公開された主演作『欲情する思春期娘』（監督小川欽也）と『女子学生のフリーセックス』（監督小川欽也）まで、日本映画データベースには、同年8月に公開された主演作『抜き身の拳銃 欲望に狂う奴ら』（監督葉山憐）まで で出演作についての記述が終わっている。ただしこの時期の作品記録が掲載されている『映画年鑑 1973』において、独立系の映画作品については監督名以外記載されておらず、この時期の出演者が概して不明である。『日本映画俳優全集・女優編』には「百本余のピンク映画に主演および準主演した」と記述されているが、その1/3しか記録が残っていない。1972年（昭和47年）5月24日に発行された『週刊実話』創刊700号記念号には、中津巴・乱孝寿とともに出席した座談会が掲載されており、同年以降に引退した。以降の消息は不明である。

### 再評価
東京国立近代美術館フィルムセンターは、2014年（平成26年）現在、祝の出演作7本を所蔵している。公開当時、アメリカでも上映された『奴隷未亡人』（監督渡辺護、1967年）の上映用プリントが同国内で発見され、2008年（平成20年）4月1日に Slave Widow の題でDVD発売されている。1971年8月18日には出演作『人肉の市』（監督木俣堯喬、1969年）が Les esclaves du plaisir の題でフランスで公開されている。

## おもなフィルモグラフィ
クレジットはすべて「出演」である。東京国立近代美術館フィルムセンター（NFC）等の所蔵状況についても記す。
- 『柔肌の掟』 : 監督松原次郎、主演新高恵子、製作ヤマベプロダクション、1966年10月公開（成人映画・映倫番号 14697） - デビュー作[1]
- 『初体験』 : 企画菜穂俊一、監督山本晋也、脚本奥脇敏夫、主演菊村愛、製作・配給ワールド映画、1966年11月公開（成人映画・映倫番号 不明）
- 『いたづら』 : 企画千葉実、監督山本晋也、脚本五代斗志夫、主演清水世津・飛鳥公子、製作・配給日本シネマフイルム、1967年1月13日公開（成人映画・映倫番号 14792）
- 『素肌の罠』 : 監督東元薫、主演成瀬恵子、製作ヤノプロダクション、配給日映企画、1967年3月14日公開（成人映画・映倫番号 14851） - 出演[20]
- 『奴隷未亡人』 : 監督渡辺護、主演辰巳典子、製作中央映画、配給六邦映画、1967年7月11日公開（成人映画・映倫番号 14997） - 出演・「岩井まり」名義、2008年米国でDVD発売[9]
- 『乱れた関係』 : 製作後藤充弘、監督・脚本西原儀一、主演香取環・華村明子、製作・配給葵映画、1967年5月9日公開（成人映画・映倫番号 14922）
- 『処女のためいき』 : 監督高木丈夫、主演相原香織・谷ナオミ、製作寿プロダクション、配給旭映、1967年8月公開（成人映画・映倫番号 不明）
- 『原色の世代 脱がされた制服』 : 監督佐々木元、主演辰巳典子、製作東京芸術映画協会、配給関東ムービー配給社、1967年8月公開（成人映画・映倫番号 不明）
- 『性の放浪』 : 企画・製作・監督若松孝二、主演水城リカ、製作若松プロダクション、配給日本シネマ、1967年9月12日公開（成人映画・映倫番号 14979） - 出演、57分の上映用プリントをNFCが所蔵[4]
- 『青春の悦楽』 : 監督・脚本木俣堯喬、共演相原香織、製作プロダクション鷹、配給葵映画・三映フィルム、1967年10月13日公開（成人映画・映倫番号 15032） - 主演
- 『真赤な獣欲』 : 監督東元薫、主演火鳥こずえ、製作日映企画、1967年11月公開（成人映画・映倫番号 不明） - 出演[21]
- 『刑法177条 婦女暴行男』 : 監督東元薫、製作日映企画、1967年公開（成人映画・映倫番号 不明） - 主演
- 『色道仁義』 : 製作山辺信雄、企画岸信太郎、監督三樹英樹、脚本団鬼六、共演清水世津・桂奈美・谷ナオミ・林美樹・渚マリ・乱孝寿・辰巳典子、製作ヤマベプロダクション、配給日本シネマ、1968年3月公開（成人映画・映倫番号 15295） - 「光子」役
- 『夫婦交換』 : 製作鷲尾飛天丸、企画千葉実、監督梅沢薫、脚本五代斗志夫、主演清水世津、製作・配給日本シネマ、1968年4月公開（成人映画・映倫番号 15327） - 出演、62分の上映用プリントをNFCが所蔵[4]
- 『徳川女系図』 : 企画岡田茂・天尾完次、監督石井輝男、製作東映京都撮影所、配給東映、1968年5月1日公開（成人映画・映倫番号 15264） - 「おりき」役
- 『花と蛇より 肉の飼育』 : 監督松原次郎・岸信太郎、脚本団鬼六、主演谷ナオミ・乱孝寿、製作ヤマベプロダクション、配給葵映画、1968年6月公開（成人映画・映倫番号 15363）
- 『色気ざかり』 : 製作・監督沢賢介、主演美矢かほる、製作・配給六邦映画、1968年6月公開（成人映画・映倫番号 15362） - 「みどり」役、59分の上映用プリントをNFCが所蔵[4]
- 『女子学生 性の迷路』 : 監督小川欽也、製作・配給大蔵映画、1968年8月公開（成人映画・映倫番号 15454） - 主演
- 『色くるい』 : 製作・監督・脚本沢賢介、主演清水世津、製作サワプロダクション、配給葵映画、1968年9月公開（成人映画・映倫番号 15473） - 「恵子」役
- 『情痴のしげみ』 : 監督小川欽也、製作・配給大蔵映画、1968年9月公開（成人映画・映倫番号 15504）
- 『寄生虫』[4]（『夜の寄生虫』[5][8]）  : 製作・監督沢賢介、主演林美樹、製作サワプロダクション、配給六邦映画、1968年10月公開（成人映画・映倫番号 15515） - 出演、70分の上映用プリントをNFCが所蔵[4]
- 『日本性犯罪史 白昼の暴行鬼』（『日本犯罪史 白昼の暴行鬼』[5]）  : 監督酒匂真直、主演林美樹、製作・配給六邦映画、1968年11月公開（成人映画・映倫番号 15616） - 出演、72分の上映用プリントをNFCが所蔵[4]
- 『肉の競艶』 : 監督松原次郎、製作ヤマベプロダクション、1968年11月公開（成人映画・映倫番号 15583） - 「春子」役[9]
- 『鞭と陰獣』（『鞭と淫獣』[25]） : 製作矢野正富、企画岸信太郎、監督松原次郎、脚本団鬼六、主演谷ナオミ、製作ヤマベプロダクション、配給ミリオンフィルム、1968年公開（成人映画・映倫番号 不明） - 「愛子」役
- 『肉体手形』 : 製作矢野正富、企画・監督岸信太郎、脚本団鬼六、主演谷ナオミ、製作ヤマベプロダクション、1968年公開（成人映画・映倫番号 不明） - 「あけみ」役[25]
- 『続・花と蛇 赤い拷問』 : 監督松原次郎、脚本団鬼六、主演谷ナオミ、製作ヤマベプロダクション、1968年公開（成人映画・映倫番号 不明） - 出演
- 『女が満たされる時 魔性妻』（『女が満たされる時』[5]） : 製作谷奈緒美、企画岸信太郎、監督三樹英樹、脚本団鬼六、主演谷ナオミ、製作タニプロダクション、配給ミリオンフィルム、1969年1月公開（成人映画・映倫番号 15687）
- 『人肉の市』 : 監督木俣堯喬、製作プロダクション鷹、1969年1月公開（成人映画・映倫番号 15626） - 出演、上映用プリントをNFCが所蔵[16]
- 『夜泣き肌』 : 監督橋本忠典、製作映建工芸、1969年1月公開（成人映画・映倫番号 15426） - 主演[22]
- 『処女よさらば』 : 監督橋本忠典、製作映建工芸、1969年2月公開（成人映画・映倫番号 15425） - 主演
- 『痴女の戯れ』 : 製作馬場内弘、監督奥脇敏夫、脚本五代斗志夫、主演辰巳典子・香取環、製作・配給日本シネマ、1969年8月7日審査・公開（成人映画・映倫番号 不明） - 出演、70分の上映用プリントをNFCが所蔵[4]
- 『セックスの群がり』 : 監督小川欽也、主演二条朱美、製作・配給大蔵映画、1969年9月13日審査・公開（成人映画・映倫番号 不明）
- 『男ごろし 極悪弁天』 : 監督渡辺護、脚本石森史郎、主演香取環、製作日本芸術協会、配給関東映配、1969年11月28日審査・公開（成人映画・映倫番号 不明）
- 『セクシープラン』（『セクシー・プラン』[8]） : 監督小川欽也、主演辰巳典子、製作・配給大蔵映画、1970年7月31日審査・8月公開（成人映画・映倫番号 16466） - 「マリ」役
- 『性獣』 : 監督小川欽也、製作・配給大蔵映画、1970年9月21日審査・10月公開（成人映画・映倫番号 16514）
- 『女子大生の秘蔵品』 : 監督沢賢介、製作サワプロダクション、配給関東ムービー配給社、1970年（成人映画・映倫番号 不明） - 主演[22]
- 『好色日本性豪夜話』 : 監督頭師厳（図師巌）、製作・配給六邦映画、1971年3月公開（成人映画・映倫番号 16578） - 主演[22]
- 『欲情する思春期娘』 : 監督小川欽也、共演林美樹・乱孝寿、製作・配給大蔵映画、1971年5月25日審査・6月公開（成人映画・映倫番号 16791） - 主演
- 『女子学生のフリーセックス』 : 監督小川欽也、製作・配給大蔵映画、1971年6月17日審査・公開（成人映画・映倫番号 16814） - 主演
- 『抜き身の拳銃 欲望に狂う奴ら』[8][23]（『抜き身の拳銃、欲望に狂う奴ら』[15]） : 監督葉山憐[23]（葉山隣[8]）、共演乱孝寿、製作葵映画、配給六邦映画、1971年7月23日審査・8月公開（成人映画・映倫番号 16867） - 主演

## ビブリオグラフィ
国立国会図書館蔵書等にみる書誌である。
- 「チンコロ姐ちゃん優雅なバカンス」祝真理 : カメラ・アングル 昭和42年3月号所収、辰巳出版、1967年3月発行
- グラビア : 『カメラ画報』昭和42年3月号所収、三世新社、1967年3月発行
- グラビア : 『別冊近代映画 特選グラマー』昭和42年6月号所収、近代映画社、1967年6月発行
- 『別冊近代映画 特選グラマー第2集』昭和42年8月号所収、近代映画社、1967年8月発行 - 表紙
- グラビア : 『別冊近代映画 新春スペシャルグラマー』昭和43年1月号所収、近代映画社、1968年1月発行
- 「ピンク実演 決定的瞬間を生で見る迫力」 : 『成人映画』第28号、現代工房、1968年4月1日発行
- 「ヌード・ファンタジー 祝真理のカッコいい裸アルバム」祝真理 : 『スター24時間 若いセクシーパンチ大行進』3月増刊号所収、新風出版社、1969年3月発行
- 『成人映画』第39号、現代工房、1969年4月1日発行 - 表紙
- 「田中小実昌と6人の女性」中川玲子・大田靖子・葵美智・金木美枝子・三浦美千代・祝真理 / 田中小実昌 : 『オール讀物』第25巻第7号所収、文藝春秋、1970年7月発行、p. 15.
- 「KISS MISS PINKY」祝真理・瀬川ルミ・杉村久美・真湖道代・朝美映子・一星ケミ・青山美沙・空井みずほ : 『映画エロチカ封切館 PINKY』昭和46年8月号所収、東京三世社、1971年8月発行
- 「衝撃の告白 私の肉体を開いた男たち」祝真理 : 同上
- 「ピンク女優の性座談会」祝真理・中津巴・乱孝寿 : 『週刊実話』創刊700号記念号所収、日本ジャーナルプレス、1972年5月24日発行
- 「二度と脱がない女優達」祝真理・浅香なおみ・早坂くるみ・朝美映子 : 『映画エロトピア CINEMA SPOT』6月号所収、サン出版、1975年6月発行